# Brit Awards 2012
32. gala rozdania BRIT Awards, nagród muzycznych wręczanych przez British Phonographic Industry (BPI), odbyła się w dniu 21 lutego 2012 roku w londyńskiej The O2 Arena. Transmitowana była ona za pośrednictwem brytyjskich stacji: telewizyjnej ITV1 i radiowej BBC Radio 1, a gospodarzem wieczoru był aktor James Corden. Podczas ceremonii wręczono nagrody w ośmiu brytyjskich i czterech międzynarodowych kategoriach. Nominacje, które ogłoszono 12 stycznia 2012, zdominowali Ed Sheeran (cztery), Adele i Jessie J (po trzy).
W trakcie gali po dwie statuetki odebrali Sheeran i Adele, a po jednej: Coldplay, One Direction, Rihanna, Bruno Mars, Foo Fighters, Lana Del Rey, Emeli Sandé i Ethan Johns. Specjalną nagrodę za wkład w muzykę otrzymał zespół Blur, który wykonał podczas ceremonii kilka swoich przebojów. Ponadto na scenie zaprezentowali się między innymi: Adele, Rihanna, Mars, Coldplay oraz Florence and the Machine. Specjalne hołdy złożono dla zmarłych kolejno w 2011 i 2012 piosenkarek Amy Winehouse i Whitney Houston. W rolę prezenterów wcielili się chociażby George Michael, Kylie Minogue oraz Brian May i Roger Taylor z zespołu Queen. Środkowy palec pokazany na scenie przez Adele stał się medialnym skandalem.

## Występy
- Coldplay – „Charlie Brown”
- Florence and the Machine – „No Light, No Light”
- Olly Murs i Rizzle Kicks – „Heart Skips a Beat”
- Ed Sheeran – „Lego House”
- Noel Gallagher's High Flying Birds i Chris Martin – „AKA... What a Life!”
- Adele – „Rolling in the Deep”
- Bruno Mars – „Just the Way You Are”
- Rihanna – „We Found Love”
- Blur – „Girls & Boys”, „Song 2” and „Parklife”, „Tender”, „This Is a Low”

## Prezenterzy
osoba/osoby – kategoria, w której ogłoszono zwycięzcę
- Kylie Minogue – najlepsza brytyjska artystka
- Jessie J i Jack Whitehall – najlepszy międzynarodowy artysta
- Tinie Tempah – najlepszy brytyjski singel
- Jenson Button – najlepsza międzynarodowa artystka
- Plan B – najlepszy brytyjski artysta
- Jo Whiley i Huey Morgan – najlepszy brytyjski zespół
- Brian May i Roger Taylor (Queen) – najlepszy międzynarodowy zespół
- Cesc Fàbregas i Nicole Scherzinger – najlepszy brytyjski przełomowy wykonawca
- will.i.am i Rob Brydon – najlepszy międzynarodowy przełomowy wykonawca
- Ray Winstone – nagroda specjalna za wkład w muzykę
- George Michael – brytyjski album roku

## Zwycięzcy i nominacje
| Kategorie brytyjskie | Kategorie brytyjskie |
| Album roku | Najlepszy singel |
| --- | --- |
| - Adele – 21 - Florence and the Machine – Ceremonials - Coldplay – Mylo Xyloto - Ed Sheeran – + - PJ Harvey – Let England Shake | - One Direction – „What Makes You Beautiful” - Adele – „Someone Like You” - Ed Sheeran – „The A Team” - Example – „Changed the Way You Kiss Me” - Jessie J feat. B.o.B – „Price Tag” - JLS feat. Dev – „She Makes Me Wanna” - Military Wives/Gareth Malone – „Wherever You Are” - Olly Murs feat. Rizzle Kicks – „Heart Skips a Beat” - Pixie Lott – „All About Tonight” - The Wanted – „Glad You Came” |
| Najlepsza artystka | Najlepszy artysta |
| - Adele - Florence and the Machine - Jessie J - Kate Bush - Laura Marling                                                       | - Ed Sheeran - James Blake - James Morrison - Noel Gallagher’s High Flying Birds - Professor Green |
| Najlepszy przełomowy wykonawca                                                                                                  | Najlepszy zespół |
| - Ed Sheeran - Anna Calvi - Emeli Sandé - Jessie J - The Vaccines                                                               | - Coldplay - Arctic Monkeys - Chase & Status - Elbow - Kasabian |
| Najlepszy producent | Wybór krytyków |
| - Ethan Johns - Paul Epworth - Flood                                                                                            | - Emeli Sandé - Maverick Sabre - Michael Kiwanuka |
| Kategorie międzynarodowe | |
| Najlepsza artystka | Najlepszy artysta |
| - Rihanna - Beyoncé - Björk - Feist - Lady Gaga                                                                                 | - Bruno Mars - Aloe Blacc - Bon Iver - David Guetta - Ryan Adams |
| Najlepszy przełomowy wykonawca                                                                                                  | Najlepszy zespół |
| - Lana Del Rey - Aloe Blacc - Bon Iver - Foster the People - Nicki Minaj                                                        | - Foo Fighters - Fleet Foxes - Jay-Z i Kanye West - Lady Antebellum - Maroon 5 |

Nagroda specjalna za wkład w muzykę
- Blur